# Onur Recep Kıvrak
Onur Recep Kıvrak (ur. 1 stycznia 1988 w Alaşehirze) – turecki piłkarz występujący na pozycji bramkarza. 

## Kariera klubowa
Kıvrak seniorską karierę rozpoczynał w 2004 roku w klubie Karşıyaka SK z 2. Lig. Występował tam przez 3,5 roku, a potem, w styczniu 2008 roku odszedł do Trabzonsporu z Süper Lig. W tych rozgrywkach zadebiutował 26 kwietnia 2008 roku w zremisowanym 1:1 pojedynku z Gaziantepsporem. W debiutanckim sezonie 2007/2008 rozegrał tam 3 spotkania, ale w następnym sezonie żadnego. Od połowy sezonu 2009/2010 stał się podstawowym graczem Trabzonsporu. W 2010 roku zdobył z nim Puchar Turcji oraz Superpuchar Turcji.
2 października 2014, w meczu Ligi Europy przeciwko Legii Warszawa zerwał więzadła krzyżowe w kolanie i został zmieniony. 15 dni później przeszedł operację kolana, co wykluczyło go na resztę sezonu 2014/2015.

## Kariera reprezentacyjna
Kıvrak jest byłym reprezentantem Turcji U-21. W pierwszej reprezentacji Turcji zadebiutował 26 maja 2010 roku w wygranym 2:0 towarzyskim meczu z Irlandią Północną.